# Любан (Долносилезко войводство)
Лю̀бан (на полски: Lubań; на немски: Lauban) е град в Югозападна Полша, Долносилезко войводство. Административен център е на Любански окръг, както и на селската Любанска община, без да е част от нея. Самият град е обособен в самостоятелна община с площ 16,12 км2.

## География
Градът се намира в историческата област Горна Лужица. Разположен е край река Квиса, близо до границата с Германия и Чехия, на 22 километра югоизточно от Згожелец и на 43 километра северозападно от Йеленя Гора.

## История
Селището получава градски права през XIII век.
В периода 1975 – 1998 г. е част от Йеленьогорско войводство.

## Население
Населението на града възлиза на 21 318 души (2017 г.). Гъстотата е 1322 души/км2.

## Личности
Родени в града
- Якоб Барч – немски астроном
- Карл Ханке – немски политик
- Хайнц Кеслер – немски военен и политик
- Хелмут Бакайтис – австралийски режисьор, актьор и сценарист

## Градове партньори
- Колин, Чехия
- Льобау, Германия
- Пренай, Литва

## Фотогалерия
- Църква „Св. Троица“
- Дом Солни